# الهيئة العامة للثقافة
الهيئة العامة للثقافة هي هيئة حكومية سعودية سابقة كانت مسؤولة عن جميع الأنشطة الثقافية في المملكة وأعلن عن إنشائها بأمر ملكي في 7 مايو 2016، وآخر رئيس مجلس إدارة معلن لها هو الدكتور عواد بن صالح العواد وزير الثقافة والإعلام سابقًا، قبل فصل الوزارتين. وفي عام 2019 أُلغيت الهيئة لاستبدالها بأحد عشر كيانا ثقافيا، يشرف كل كيان منها على قطاع ثقافي فرعي باستقلالية تامة. ألغيت الهيئة بقرار من مجلس الوزراء في 27 أكتوبر 2020.

## المجلس السعودي للأفلام
تم تأسيس المجلس السعودي للأفلام تحت مظلة الهيئة العامة للثقافة التي تم تأسيسها مؤخراً وذلك كخطوة في اتجاه دعم وتطوير فن صناعة الأفلام والمحتوى في المملكة العربية السعودية. يهدف المجلس إلى دعم وتنمية المواهب الإبداعية في سياق العمل على تطوير قطاع الأفلام والمحتوى الإبداعي في المملكة العربية السعودية من خلال المبادرات والاستثمارات المدروسة والتنمية الاستراتيجية والمستدامة. ويسعى المجلس السعودي للأفلام إلى تمكين المواهب السعودية، وتنويع وتعزيز المحتوى الإبداعي الثقافي السعودي على المستوى المحلي والإقليمي والعالمي، بالإضافة إلى تطوير قطاع يساهم بشكل ملموس في التنمية الاقتصادية والاجتماعية في المملكة وفق "رؤية 2030.

### الأهداف
- تنمية المواهب السعودية الواعدة عبر برامج تدريب متكاملة، بالتعاون مع أهم المؤسسات والهيئات في المنطقة والعالم.
- تمكين صانعي الأفلام ومنتجي المحتوى الإبداعي من خلال مجموعة متنوعة من الحلول التمويلية.
- توفير البنية التحتية المطلوبة، وتسليط الضوء على المملكة كوجهةٍ عالمية هامة في مجال صناعة الأفلام المبتكرة، وإنتاج المحتوى الإبداعي.
- وضع إطار عمل تنظيمي مؤثر لقطاع صناعة الأفلام وإنتاج المحتوى الإبداعي في المملكة.
- الترويج للمملكة العربية السعودية عبر مختلف المنصات العالمية وتشجيع المواهب السعودية الواعدة على المشاركة في المحافل والأسواق والمنتديات العالمية.[4]

### تطوير المواهب
يعمل برنامج تطوير المواهب في المجلس السعودي للأفلام على دعم وتطوير قدرات المواهب السعودية في المجالات المختلفة لفن صناعة الفيلم والمحتوى، والتي تضم كتابة السيناريو والإخراج والتصوير السينمائي والإنتاج والتمثيل والمونتاج وغيرها، وذلك من خلال تقديم المبادرات التالية:
- المدارس الصيفية لصناعة الأفلام

يقيم برنامج تطوير المواهب سلسلة من الدورات التدريبية التي ستنطلق في فصل الصيف بالتعاون مع أشهر المؤسسات الرائدة في صناعة الأفلام. وسيختار البرنامج المشاركين فيه بعد دعوة جميع المواهب السعودية للمشاركة، حيث سيحظى المشاركون المختارون بفرصة الاستفادة من برنامج تدريب مكثّف على مدى عدة أسابيع، بهدف تطوير مواهبهم في مجال إنتاج الأفلام القصيرة.
- التدريب وورش العمل

يطلق المجلس السعودي للأفلام العديد من ورش العمل والدورات التي ستغطي عملية صناعة الفيلم بالكامل. وستتم الاستعانة بخبراء دوليين لتعريف المشاركين بمختلف مواصفات ومراحل صناعة الأفلام، بدءاً من مراحل ما قبل الإنتاج وتأليف السيناريو، وحتى التمويل والإنتاج، وما بعد الإنتاج والتوزيع.
- منصة النجوم «ماستر كلاسس»

يعمل المجلس السعودي للأفلام على تنمية الحس الفني لدى الأفراد، وتشجيعهم على تذوّق الأفلام، والمشاركة في مبادرات مثل: «منصة النجوم»، وهي عبارة عن سلسلة من الصفوف التعليمية المتقدمة «ماستر كلاسس» يقدمها روّاد صناعة الأفلام في العالم شهريًا في مختلف المدن السعودية.
- مصادر الأفلام

سنوفر للجميع مصادر مختلفة للمعرفة والمعلومات تتعلق بالأفلام وإنشاء المحتوى الإبداعي، وسنعمل في المجلس السعودي للأفلام على إنشاء مكتبة شاملة تضم كتبًا وأعمالاً عربية وعالمية متخصصة في صناعة الأفلام والمحتوى الإبداعي، كما سيفتتح المجلس أكاديمية أفلام عبر الإنترنت بهدف نشر الثقافة الرقمية عبر البلاد.

### التمويل والمنح
بالانسجام مع إستراتيجية رؤية المملكة 2030، سيوفر تمويل المجلس السعودي للأفلام باقة من المزايا للمواهب وصناع الأفلام، وسيدعم تطوير هذا القطاع الحيوي في المملكة العربية السعودية بالتعاون مع شركات إنتاج إقليمية وعالمية.

## قطاعات الهيئة
- الفيلم وصناعة الدراما
- الأدب
- المسرح والفنون الأدائية
- الموسيقى
- الفنون البصرية

## إلغاء الهيئة
ألغت وزارة الثقافة الهيئة العامة للثقافة، لاستبدالها بأحد عشر كيانا ثقافيا، يتولى كل واحد منها مهمة الإشراف على قطاع من القطاعات الثقافية الفرعية باستقلالية تامة، كما تتولى تنفيذ المبادرات التي أعلنت عنها الوزارة سابقا. تشرف هذه الكيانات الجديدة التي ستطلق قبل نهاية 2019 على المتاحف، والأفلام والعروض المرئية، والمكتبات، والأزياء، والموسيقى، والتراث، والآداب والنشر، والفنون الأدائية، والفنون البصرية، والعمارة، والتصميم الداخلي، والطعام وفنون الطهي.